# Maxmo

Wappen der ehemaligen Gemeinde Maxmo (heute Wappen der Gemeinde Vörå)

Maxmo (schwedisch), finnisch Maksamaa, ist eine ehemalige Gemeinde im Westen Finnlands. Heute ist sie ein Teil der Gemeinde Vörå.
Maxmo liegt in der westfinnischen Landschaft Österbotten, rund 30 km nordöstlich der Stadt Vaasa an der Schärenküste des Bottnischen Meerbusens. Neben dem Kirchdorf Maxmo umfasste die Gemeinde die Orte Tottesund, Kärklax, Kvimo, Djupsund, Särkimo, Västerö und Österö. Mehr als die Hälfte des ehemaligen Gemeindegebiets liegt auf Inseln und Schären. Dazu zählt auch die Inselgruppe Mickelsörarna, die seit 2006 als Teil der Weltnaturerbestätte Höga Kusten / Kvarken zum UNESCO-Welterbe zählt. Die Gemeinde Maxmo hatte eine Fläche von 153,8 Quadratkilometern (unter Ausschluss der Meeresgebiete) und zuletzt 1.035 Einwohner. Davon waren 90 % Finnlandschweden waren. 8 % sprachen Finnisch als Muttersprache. Offiziell war die Gemeinde zweisprachig.
Das ursprünglich zum Kirchspiel Vörå gehörige Maxmo erhielt 1706 ein eigenes Bethaus, 1775 wurde es zu einer Kapellengemeinde. Zu einem eigenständigen Kirchspiel wurde Maxmo 1872 erhoben. Als politische Gemeinde bestand Maxmo bis 2006; zum 1. Januar 2007 fusionierte sie mit der Nachbargemeinde Vörå zur neuen Gemeinde Vörå-Maxmo. Diese vereinigte sich wiederum Anfang 2011 mit Oravais zu einer neuen Gemeinde, die wieder den Namen Vörå trägt.
Das Rathaus von Maxmo ist ein altes hölzernes Gutshaus im Ort Tottesund; der Komponist Jean Sibelius heiratete hier 1892. 

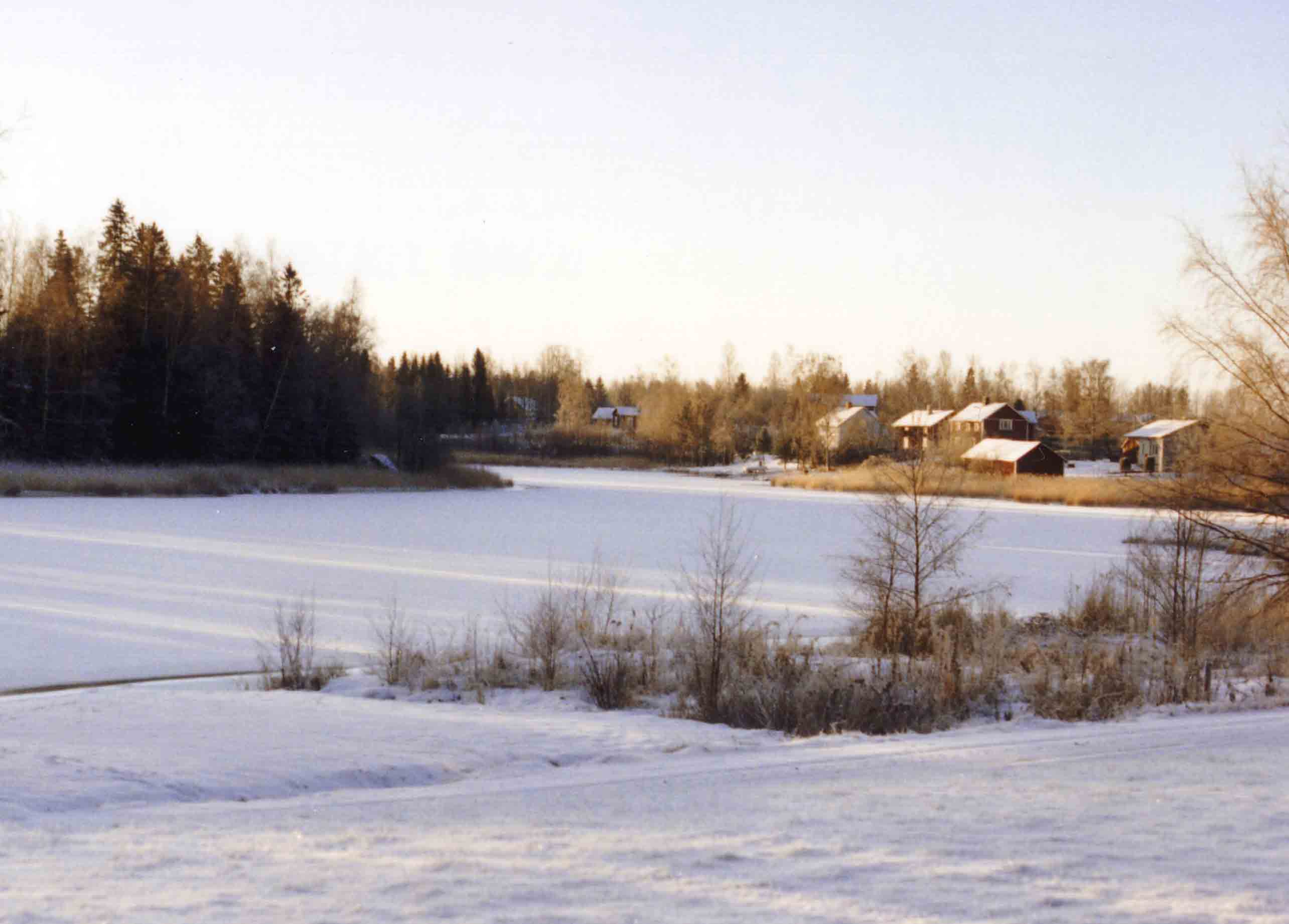
Das Kirchdorf Maxmo im Winter
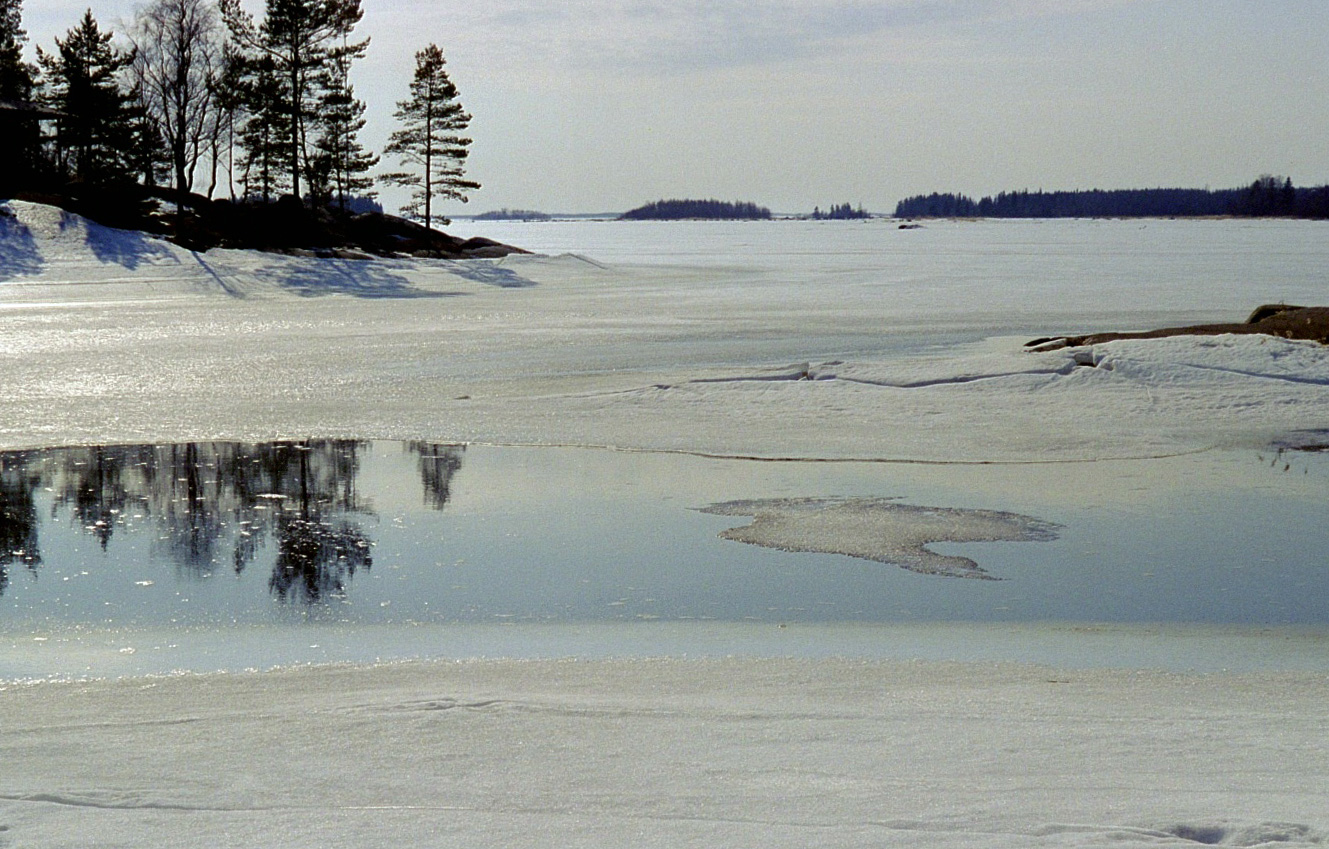
Winterliche Schärenlandschaft auf der Insel Sarkimo